# Liste der Kulturgüter in Bassersdorf
Die Liste der Kulturgüter in Bassersdorf enthält alle Objekte in der Gemeinde Bassersdorf im Kanton Zürich, die gemäss der Haager Konvention zum Schutz von Kulturgut bei bewaffneten Konflikten, dem Bundesgesetz vom 20. Juni 2014 über den Schutz der Kulturgüter bei bewaffneten Konflikten sowie der Verordnung vom 29. Oktober 2014 über den Schutz der Kulturgüter bei bewaffneten Konflikten unter Schutz stehen.
Objekte der Kategorie A sind im Gemeindegebiet nicht ausgewiesen, Objekte der Kategorie B sind vollständig in der Liste enthalten, Objekte der Kategorie C fehlen zurzeit (Stand: 1. Januar 2022). Unter übrige Baudenkmäler sind weitere geschützte Objekte zu finden, die im Verzeichnis der Objekte von überkommunaler Bedeutung der kantonalen Denkmalpflege zu finden und nicht bereits in der Liste der Kulturgüter enthalten sind.

## Kulturgüter
| Foto |                                                                                               | Objekt                                                | Kat. | Typ | Standort                                                | Beschreibung |
| ---- | --------------------------------------------------------------------------------------------- | ----------------------------------------------------- | ---- | --- | ------------------------------------------------------- | ------------ |
| ja   | Datei hochladen · Wikidata zu Baltenswil, Landheim (1844, ehem. Gasthof Schwanen) (Q29932473) | Landheim (ehemaliges Gasthaus Schwanen) KGS-Nr.: 7396 | B    | G   | Baltenswil, Neue Winterthurerstrasse 40 690489 / 253688 |              |

## Übrige Baudenkmäler
| ID             | Foto |                                                                              | Objekt                                                          | Kat.   | Typ | Standort                               | Beschreibung |
| -------------- | ---- | ---------------------------------------------------------------------------- | --------------------------------------------------------------- | ------ | --- | -------------------------------------- | ------------ |
| 05200001       | ja   | Datei hochladen · Wikidata zu Altes Primarschulhaus Bassersdorf (Q115327260) | Altes Schulhaus                                                 | B reg. | G   | Klotenerstrasse 1 689722 / 255402      |              |
| 05200143       | ja   | Datei hochladen · Wikidata zu Primarschulhaus Geeren (Q115325394)            | Primarschulhaus Geeren, Klassentrakt mit Singssaal              | B reg. | G   | Opfikonerstrasse 25 689283 / 255359    |              |
| 05200143_bei_1 | ja   | Datei hochladen · Wikidata zu Primarschulhaus Geeren (Q115325394)            | Primarschulhaus Geeren, Sporttrakt mit Turnhalle und Schwimmbad | B reg. | G   | Opfikonerstrasse 27 689301 / 255297    |              |
| 05200143_bei_2 | ja   | Datei hochladen · Wikidata zu Primarschulhaus Geeren (Q115325394)            | Primarschulhaus Geeren, Abwartshaus                             | B reg. | G   | Opfikonerstrasse 21–23 689327 / 255328 |              |
| 05200465       | ja   | Datei hochladen · Wikidata zu Reformierte Kirche St. Johann (Q55412563)      | Reformierte Kirche                                              | B reg. | G   | Kirchgasse 4 689686 / 255512           |              |
| 05200525       | ja   | Datei hochladen · Wikidata zu Haus Adler Bassersdorf (Q117357679)            | Ehemaliger Gasthof Zum Adler (heute Wohnhaus)                   | B reg. | G   | Winterthurerstrasse 25 689935 / 255552 |              |
| 05200636       | ja   | Datei hochladen                                                              | Sagi                                                            | B reg. | G   | Sagiweg 11 690284 / 255747             |              |
| 05200943       | ja   | Datei hochladen                                                              | Gemeindehaus (ehemaliges reformiertes Pfarrhaus)                | B reg. | G   | Karl Hügin-Platz 2 689801 / 255372     |              |
| 05200958       | ja   | Datei hochladen                                                              | Ehemalige Schmiede                                              | C      | G   | Bahnhofstrasse 689650 / 255150         |              |

Legende: Im Wesentlichen siehe Legende der Liste der Kulturgüter von nationaler und regionaler Bedeutung, mit folgenden Ausnahmen:
- Anstelle der KGS-Nummer wird als Objekt-Identifikator (ID) die Inventarnummer im Verzeichnis der Objekte von überkommunaler Bedeutung des kantonalen Denkmalschutzamtes verwendet.
- Bei den Kategorien wird wie folgt unterschieden: B kant. = Objekt von kantonaler Bedeutung (Kanton Zürich); B reg. = Objekt von regionaler Bedeutung (Kanton Zürich).